# Centralaustralisk diamantpyton
Centralaustralisk pyton (Morelia bredli) är en ogiftig art av pytonorm som endast återfinns i de centrala delarna av Australien, närmare bestämt området runt staden Alice Springs. 
Arten vistas i torra och klippiga områden med glest fördelade buskar och träd. Den klättrar i dessa växter eller i växter av släktet Acacia.

## Beskrivning
Denna orm växer till längder av ungefär 2 meter i längd. Det har förekommit att examplar i fångenskap nått längder strax över 3 meter. Den centralaustraliska pytonen är mestadels trädlevande. Klimatet i Alice Springs är klassat som öken. 

## Ekologi
Individerna gömmer sig i grottor eller i bergssprickor. De är nattaktiva under sommaren och nattaktiva under andra årstider. Centralaustralisk pyton jagar fåglar och pungdjur eller ibland tamkatter och kaniner. Parningen sker i augusti och september. Sedan lägger honor mellan oktober och december 13 till 47 ägg. Ungarna kläcks i januari eller februari.
För beståndet är inga hot kända. Några exemplar fångas och säljs som terrariedjur. IUCN listar arten som livskraftig (LC).